# Rudolph Schmidt

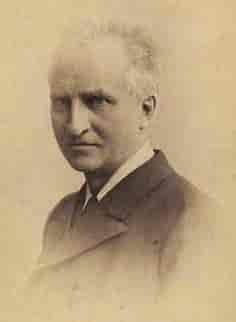
Rudolph Schmidt

Peter Carl Rudolph Schmidt, född den 25 juli 1836 i Köpenhamn, död den 5 april 1899, var en dansk författare.
Schmidt arbetade 1851–1858 i bokhandel, skrev redan 1853 ett litet lustspel, som uppfördes på kungliga teatern, och utgav 1858 diktsamlingen Et Ungdomsliv, som väckte något uppseende. Genom vänners hjälp sattes han i tillfälle att bli student 1861 och filosofie kandidat 1862. Starkt påverkad av Rasmus Nielsen, blev han ivrig anhängare av dennes lära om trons och vetandets absoluta väsensskiljaktighet och var ständigt redo till pennfäktningar till denna teoris försvar såväl mot teologerna (Henrik Scharling) som mot fritänkarna (Georg Brandes). Av dessa lödiga inlägg kan nämnas R. Nielsens Filosofi og den grundtvigske Anskuelse (1867), som antydde ett samband mellan dessa riktningar. Tillsammans med Nielsen och Bjørnstjerne Bjørnson utgav Schmidt 1869–1873 månadsskriften "For Idé og Virkelighed" och författade där spirituella uppsatser i litterära och politiska ämnen (bland annat de egendomliga Tidsbetragtninger). Som fortsättning därav utgav Schmidt senare Sex Foredrag (1878), Literære Studier (1882), Buster og Masker (samma år) och Ad egne Veje (1884). Schmidt var även en produktiv översättare. Inte heller upphörde han med sitt skaldskap. År 1863 utkom Digtninger, 1874 Ældre og nyere Digte, 1886 Fortællinger paa Vers och 1892 Tanker og Toner. Hans dikter är dock mer tankedigra än rika på fantasi och känsla, varjämte formen ofta är sökt och konstlad. År 1876 vann det romantisk-symboliska skådespelet Den forvandlede Konge, som utkom anonymt, mycket bifall, medan hans senare dramer föll till marken, i synnerhet En Opvækkelse (1877, om Edward Irving). Slutligen utgav Schmidt alltsedan 1881 en serie noveller, som vittnar om djup psykologisk blick och fin karaktärsteckning, men inte blevo vidare populära: Haandtegninger (1881), Forestillet og oplevet (1883), Skæbner og Skikkelser (1884), Murmesterens Døtre (1886) med flera. I Tyskland har "Den forvandlede Konge" uppförts med stort bifall, och där är hans noveller ganska spridda. Emil Elberling skriver i Nordisk familjebok: "Blef S. ej förstådd och erkänd, som han förtjänat, så berodde det till stor del på hans eget bittra sinnelag och fientlighet mot hela den nyare litterära riktningen samt på hans andliga högmod och sjukliga själfförgudning."